# 万葉ステークス
万葉ステークス（まんようステークス）は、日本中央競馬会（JRA）が京都競馬場の芝3000mで施行する競馬の競走である。
レース名「万葉」は「万葉集」が由来となっている。

## 概要

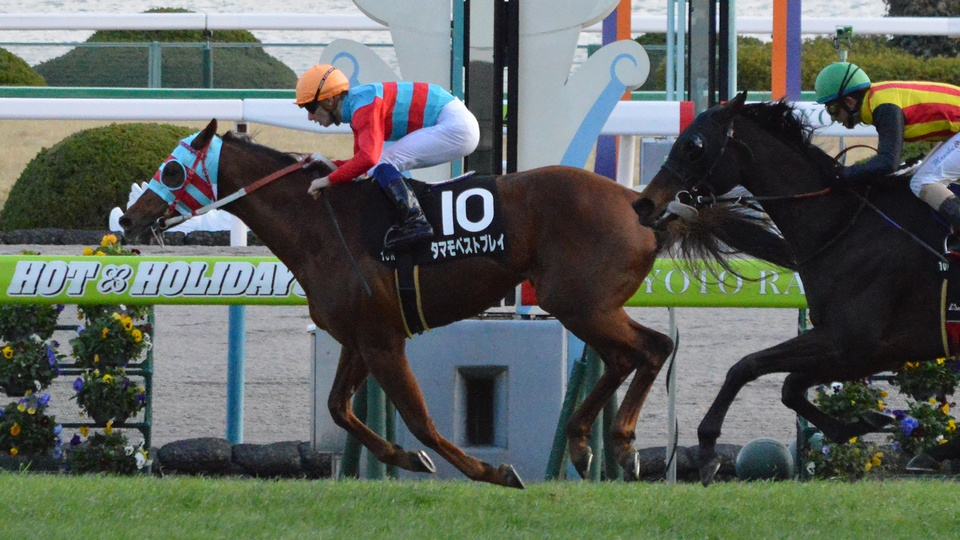
2017年万葉ステークス

2025年時点で、中央競馬で施行される3000m以上の平地競走は年間で8レースあり、当競走はその中で唯一の非重賞のオープン特別競走である。
施行時期は京都競馬の年明け最初の開催でほぼ固定されており、ダイヤモンドステークスや阪神大賞典、更にはその先の天皇賞（春）を目標にしたステイヤーの競走馬が多く出走している。

## 歴史
オープン昇格前は準オープンクラスの混合の別定競走として施行されていた。距離は芝外回り3000m。
- 1997年 - オープン特別競走となる。
- 2001年 - 馬齢表示の国際基準への変更に伴い、出走条件が「5歳以上」から「4歳以上」に変更。
- 2005年 - 負担重量を「賞金別定」から「ハンデキャップ」に変更。
- 2007年 - 混合競走から国際競走に変更され、外国調教馬は8頭まで出走可能となる（2018年を除く）。
- 2020年 - 特別指定交流競走に指定され、地方競馬所属馬が2頭まで出走可能となる。
- 2021年 - 京都競馬場の整備工事に伴い、中京競馬場の芝3000mで施行（2022年[4]・2023年[5]も同様）。同コースは2012年の中京競馬場改修後、初めての使用となった[6]。
- 2025年 - 阪神競馬場のスタンドリフレッシュ工事に伴う開催日割変更のため、中京競馬場の芝3000mで施行[2]。

## 歴代優勝馬
コース種別を表記していない距離は、芝コースを表す。
馬齢は2001年以降の表記に統一する。
| 施行日        | 競馬場 | 距離  | 条件     | 調教国･優勝馬      | 性齢  | タイム | 優勝騎手     | 管理調教師 | 馬主                       |
| ------------- | ------ | ----- | -------- | ------------------ | ----- | ------ | ------------ | ---------- | -------------------------- |
| 1986年1月7日  | 京都   | 3000m | 1400万下 | ワンダーヒロイン   | 牝4   | 3:09.8 | 河内洋       | 湯浅三郎   | 山本信行                   |
| 1987年1月6日  | 京都   | 3000m | 1400万下 | クラウンルイヤー   | 牡7   | 3:13.2 | 河内洋       | 小林稔     | 名古屋友豊（株）           |
| 1988年1月6日  | 京都   | 3000m | 1400万下 | ダイナカーペンター | 牡4   | 3:10.6 | 南井克巳     | 増本豊     | （有）社台レースホース     |
| 1989年1月14日 | 京都   | 3000m | 1400万下 | ウェルネス         | 牡4   | 3:10.4 | 河内洋       | 渡辺栄     | （有）社台レースホース     |
| 1990年1月13日 | 京都   | 3000m | 1500万下 | トップファイナル   | 牡5   | 3:08.5 | 河内洋       | 橋口弘次郎 | （有）西岡牧場             |
| 1991年1月12日 | 京都   | 3000m | 1500万下 | メイショウビトリア | 牡4   | 3:09.4 | 松永幹夫     | 伊藤雄二   | 松本好雄                   |
| 1992年1月6日  | 京都   | 3000m | 1500万下 | アローガンテ       | 牡5   | 3:09.8 | 塩村克己     | 小林稔     | 名古屋友豊（株）           |
| 1993年1月10日 | 京都   | 3000m | 1500万下 | キョウワハゴロモ   | 牝4   | 3:07.2 | 武豊         | 佐山優     | 浅川吉男                   |
| 1994年1月9日  | 阪神   | 3000m | 1500万下 | ホクセツギンガ     | 牡5   | 3:09.7 | 小屋敷昭     | 白井寿昭   | 平島尚武                   |
| 1995年1月15日 | 京都   | 3000m | 1500万下 | メモリータイヨウ   | 牡6   | 3:08.7 | 角田晃一     | 渡辺栄     | （株）シンザンクラブ       |
| 1996年1月14日 | 京都   | 3000m | 1500万下 | スターレセプション | セン4 | 3:07.5 | 松永幹夫     | 松田博資   | （有）社台レースホース     |
| 1997年1月15日 | 京都   | 3000m | オープン | ビッグシンボル     | 牡4   | 3:07.1 | 南井克巳     | 中尾正     | （有）ビッグ               |
| 1998年1月17日 | 京都   | 3000m | オープン | ユーセイトップラン | 牡5   | 3:06.3 | 河内洋       | 音無秀孝   | （有）アサヒクラブ         |
| 1999年1月16日 | 京都   | 3000m | オープン | タマモイナズマ     | 牡4   | 3:06.7 | 小原義之     | 小原伊佐美 | タマモ（株）               |
| 2000年1月9日  | 京都   | 3000m | オープン | ラスカルスズカ     | 牡4   | 3:13.3 | 武豊         | 橋田満     | 永井啓弐                   |
| 2001年1月8日  | 京都   | 3000m | オープン | トシザブイ         | 牡5   | 3:08.7 | 河内洋       | 音無秀孝   | 上村叶                     |
| 2002年1月7日  | 京都   | 3000m | オープン | アドマイヤロード   | 牡4   | 3:09.9 | 武豊         | 橋田満     | 近藤利一                   |
| 2003年1月11日 | 京都   | 3000m | オープン | ダイタクバートラム | 牡5   | 3:09.1 | 武豊         | 橋口弘次郎 | （有）太陽ファーム         |
| 2004年1月10日 | 京都   | 3000m | オープン | ナムラサンクス     | 牡5   | 3:09.2 | 渡辺薫彦     | 松永善晴   | 奈村信重                   |
| 2005年1月8日  | 京都   | 3000m | オープン | アイポッパー       | 牡5   | 3:09.1 | 藤田伸二     | 清水出美   | （有）サンデーレーシング   |
| 2006年1月7日  | 京都   | 3000m | オープン | ファストタテヤマ   | 牡7   | 3:05.6 | 武幸四郎     | 安田伊佐夫 | 辻幸雄                     |
| 2007年1月7日  | 京都   | 3000m | オープン | バイロイト         | セン6 | 3:07.3 | 四位洋文     | 中竹和也   | （有）サンデーレーシング   |
| 2008年1月5日  | 京都   | 3000m | オープン | トウカイトリック   | 牡6   | 3:07.6 | 幸英明       | 松元省一   | 内村正則                   |
| 2009年1月4日  | 京都   | 3000m | オープン | ニホンピロレガーロ | 牡6   | 3:08.3 | 酒井学       | 服部利之   | 小林百太郎                 |
| 2010年1月5日  | 京都   | 3000m | オープン | トウカイトリック   | 牡8   | 3:06.8 | 和田竜二     | 野中賢二   | 内村正則                   |
| 2011年1月5日  | 京都   | 3000m | オープン | コスモメドウ       | 牡4   | 3:08.5 | 和田竜二     | 畠山重則   | （有）ビッグレッドファーム |
| 2012年1月5日  | 京都   | 3000m | オープン | ゴールデンハインド | 牡6   | 3:06.9 | 荻野琢真     | 大竹正博   | 吉田和子                   |
| 2013年1月6日  | 京都   | 3000m | オープン | デスペラード       | 牡5   | 3:08.0 | 武豊         | 安達昭夫   | 市川義美                   |
| 2014年1月6日  | 京都   | 3000m | オープン | タニノエポレット   | 牡7   | 3:07.0 | 岩田康誠     | 村山明     | 谷水雄三                   |
| 2015年1月5日  | 京都   | 3000m | オープン | ステラウインド     | 牡6   | 3:08.5 | 武豊         | 尾関知人   | 前田幸治                   |
| 2016年1月5日  | 京都   | 3000m | オープン | マドリードカフェ   | 牡5   | 3:05.9 | 川島信二     | 荒川義之   | HimRockRacing              |
| 2017年1月5日  | 京都   | 3000m | オープン | タマモベストプレイ | 牡7   | 3:06.1 | V.シュミノー | 南井克巳   | タマモ（株）               |
| 2018年1月7日  | 京都   | 3000m | オープン | トミケンスラーヴァ | 牡8   | 3:07.0 | 秋山真一郎   | 竹内正洋   | 冨樫賢二                   |
| 2019年1月6日  | 京都   | 3000m | オープン | ヴォージュ         | 牡6   | 3:10.3 | 和田竜二     | 西村真幸   | 杉山忠国                   |
| 2020年1月6日  | 京都   | 3000m | オープン | タガノディアマンテ | 牡4   | 3:08.7 | 川田将雅     | 鮫島一歩   | 八木良司                   |
| 2021年1月5日  | 中京   | 3000m | オープン | ナムラドノヴァン   | 牡6   | 3:03.9 | 高倉稜       | 杉山晴紀   | 奈村信重                   |
| 2022年1月5日  | 中京   | 3000m | オープン | マカオンドール     | 牡4   | 3:04.3 | 松山弘平     | 今野貞一   | 關陽彦                     |
| 2023年1月5日  | 中京   | 3000m | オープン | ミクソロジー       | 牡4   | 3:03.4 | 西村淳也     | 辻野泰之   | 江馬由将                   |
| 2024年1月6日  | 京都   | 3000m | オープン | メイショウブレゲ   | 牡5   | 3:05.3 | 酒井学       | 本田優     | 松本好雄                   |
| 2025年1月6日  | 中京   | 3000m | オープン | ゴールデンスナップ | 牝5   | 3:10.2 | 浜中俊       | 田中克典   | エースレーシング           |

### 各回競走結果の出典
- JRA年度別全成績
  - （2025年）“第1回 中京競馬 第2日” (PDF).   日本中央競馬会. p. 6. 2025年1月7日閲覧。 (索引番号: 01023)
  - （2024年）“第1回 京都競馬 第1日” (PDF).   日本中央競馬会. p. 5. 2025年1月6日閲覧。 (索引番号: 01010)
  - （2023年）“第1回 中京競馬 第1日” (PDF).   日本中央競馬会. p. 5. 2025年1月6日閲覧。 (索引番号: 01010)
  - （2022年）“第1回 中京競馬 第1日” (PDF).   日本中央競馬会. p. 5. 2025年1月6日閲覧。 (索引番号: 01010)
  - （2021年）“第1回 中京競馬 第1日” (PDF).   日本中央競馬会. p. 5. 2025年1月6日閲覧。 (索引番号: 01010)
  - （2020年）“第1回 京都競馬 第2日” (PDF).   日本中央競馬会. p. 6. 2025年1月6日閲覧。 (索引番号: 01023)
  - （2019年）“第1回 京都競馬 第2日” (PDF).   日本中央競馬会. p. 5. 2025年1月6日閲覧。 (索引番号: 01022)
  - （2018年）“第1回 京都競馬 第2日” (PDF).   日本中央競馬会. p. 6. 2025年1月6日閲覧。 (索引番号: 01023)
  - （2017年）“第1回 京都競馬 第1日” (PDF).   日本中央競馬会. p. 5. 2025年1月6日閲覧。 (索引番号: 01010)
  - （2016年）“第1回 京都競馬 第1日” (PDF).   日本中央競馬会. p. 5. 2025年1月6日閲覧。 (索引番号: 01010)
  - （2015年）“第1回 京都競馬 第2日” (PDF).   日本中央競馬会. p. 6. 2025年1月6日閲覧。 (索引番号: 01023)
  - （2014年）“第1回 京都競馬 第2日” (PDF).   日本中央競馬会. p. 6. 2025年1月6日閲覧。 (索引番号: 01023)
  - （2013年）“第1回 京都競馬 第1日” (PDF).   日本中央競馬会. p. 5. 2025年1月6日閲覧。 (索引番号: 01022)
  - （2012年）“第1回 京都競馬 第1日” (PDF).   日本中央競馬会. p. 5. 2025年1月6日閲覧。 (索引番号: 01010)
  - （2011年）“第1回 京都競馬 第1日” (PDF).   日本中央競馬会. p. 5. 2025年1月6日閲覧。 (索引番号: 01010)
  - （2010年）“第1回 京都競馬 第1日” (PDF).   日本中央競馬会. p. 10. 2025年1月6日閲覧。 (索引番号: 01010)
  - （2009年）“第1回 京都競馬 第1日” (PDF).   日本中央競馬会. p. 8. 2025年1月6日閲覧。 (索引番号: 01008)
  - （2008年）“第1回 京都競馬 第1日” (PDF).   日本中央競馬会. p. 10. 2025年1月6日閲覧。 (索引番号: 01010)
  - （2007年）“第1回 京都競馬 第2日” (PDF).   日本中央競馬会. p. 11. 2025年1月6日閲覧。 (索引番号: 01023)
  - （2006年）“第1回 京都競馬 第2日” (PDF).   日本中央競馬会. p. 11. 2025年1月6日閲覧。 (索引番号: 01023)
  - （2005年）“第1回 京都競馬成績集計表” (PDF).   日本中央競馬会. pp. 139-140. 2025年1月6日閲覧。 (索引番号: 01023)
  - （2004年）“第1回 京都競馬成績集計表” (PDF).   日本中央競馬会. pp. 140-141. 2025年1月6日閲覧。 (索引番号: 01022)
  - （2003年）“第1回 京都競馬成績集計表” (PDF).   日本中央競馬会. p. 157. 2025年1月6日閲覧。 (索引番号: 01035)
  - （2002年）“第1回 京都競馬成績集計表” (PDF).   日本中央競馬会. pp. 148-149. 2025年1月6日閲覧。 (索引番号: 01035)
- netkeiba.comより（最終閲覧日：2025年1月6日）
  - 1986年、1987年、1988年、1989年、1990年、1991年、1992年、1993年、1994年、1995年、1996年、1997年、1998年、1999年、2000年、2001年、2002年、2003年、2004年、2005年、2006年、2007年、2008年、2009年、2010年、2011年、2012年、2013年、2014年、2015年、2016年、2017年、2018年、2018年、2019年、2020年、2021年、2022年、2023年、2024年、2025年
- JBISサーチ 
  - 2017年、2019年